# Nocturnal Animals
Nocturnal Animals är en amerikansk psykologisk thrillerfilm, baserad på Austin Wrights roman Tony and Susan från 1993, som hade biopremiär i Sverige och USA den 18 november 2016. Filmen är både skriven, producerad och regisserad av Tom Ford. I huvudrollerna syns Amy Adams, Jake Gyllenhaal, Michael Shannon, Aaron Taylor-Johnson, Isla Fisher, Armie Hammer, Laura Linney, Andrea Riseborough och Michael Sheen.

## Handling
Filmens handling kretsar kring konsthandlaren Susan Morrow som lever ett privilegierat men innehållslöst liv i Los Angeles. En dag får hon en nyskriven roman skickad till sig av sin exmake Edward Sheffield. När hon börjar läsa den inser hon att innehållet i den påminner mycket om deras tid tillsammans.

## Rollista
| Amy Adams                                  | – Susan Morrow                     |
| Jake Gyllenhaal                            | – Edward Sheffield / Tony Hastings |
| Armie Hammer                               | – Hutton Morrow                    |
| Laura Linney                               | – Anne Sutton                      |
| Andrea Riseborough                         | – Alessia Holt                     |
| Michael Sheen                              | – Carlos Holt                      |
| Bobbi Menuez (krediterad som India Menuez) | – Samantha Morrow                  |
| Zawe Ashton                                | – Alex                             |
| Jena Malone                                | – Sage Ross                        |
| Neil Jackson                               | – Christopher                      |
| Kristin Bauer van Straten                  | – Samantha Van Helsing             |
| Michael Shannon                            | – Bobby Andes                      |
| Aaron Taylor-Johnson                       | – Ray Marcus                       |
| Isla Fisher                                | – Laura Hastings                   |
| Ellie Bamber                               | – India Hastings                   |
| Karl Glusman                               | – Lou Bates                        |
| Robert Aramayo                             | – Steve "Turk" Adams               |
| Graham Beckel                              | – Löjtnant Graves                  |